# Koninklijke Vereniging van Ridders der Militaire Willems-Orde
In de jaren 70 van de 20e eeuw ging men de twee verenigingen van Ridders in de Militaire Willems-Orde als achterhaald beschouwen. De onderofficieren hadden zich in 1922 na een valse start in 1885 en 1902 verzameld in de Koninklijke Bond van ridders in de Militaire Willems-Orde beneden de rang van officier. Hun meerderen richtten in 1935 een Vereeniging van Officieren van Land- en Zeemacht en Civiele Ambtenaren in Nederland en Koloniën, Ridders der Militaire Willems-Orde op.
Op 25 april 1970 fuseerden de twee verenigingen en zag de Koninklijke Vereniging van Ridders der Militaire Willems-Orde het licht.
Alle ridders benoemd tot en met de Koreaanse Oorlog zijn reeds overleden. Op dit moment (februari 2022) leven er nog drie Nederlandse ridders benoemd in de 21ste eeuw.
De vereniging beheert samen met het Fonds 1815 het bescheiden vermogen van het Fonds Ridderdagen.